# KHD A6M 220 R Bauart C
Die KHD A6M 220 R Bauart C war eine dreiachsige Diesellokomotive mit Stangenantrieb, die für den Rangierdienst konzipiert wurde. Es sind sechs Lokomotiven bekannt, die zwischen 1936 und 1939 von KHD produziert wurden.
Eine Lokomotive, die 1939 an die Reichswerke Hermann Göring in Linz geliefert wurde, befindet sich in umgebauter Form als dieselelektrische ÖBB 2066 im Eisenbahnmuseum Strasshof.

## Entwicklung
Die Lokomotiven waren mit die ersten mit Motoren der gleichnamigen Reihe ausgelegten Lokomotiven der 1935 konzipierten AM-Reihe des Herstellers KHD und die im Leistungsumfang bis 320 PS angeboten wurden. Dabei bedeutet für die Bezeichnung KHD A6M 220 R: A ein stehend angeordneter Viertaktmotor in Reihenanordnung, 6 die Zylinderzahl, M die Kühlungsart des Motors mit Wasserkühlung, 2 die Bauform des Motors, 20 den Kolbenhub in cm.
Gebaut wurden die Lokomotiven vorrangig für militärische Zwecke und für Rangieraufgaben in größeren Betrieben. Es erhielten
- das Oberkommando des Heeres zwei Lokomotiven, sowie
- der Flughafenbau in Berlin
- die Deutsche Sprengchemie und
- die Reichswerke Hermann Göring in Linz je eine Lokomotive.

Eine Lokomotive wurde in die Niederlande geliefert.

## Technik
Gegenüber den Lokomotiven KHD A6M 220 R Bauart B, von denen einige einen Schnellgang für eine Geschwindigkeit bis 60 km/h besaßen, waren die Lokomotiven der Achsfolge C als Rangierlokomotiven ausgeführt. Die Achsanordnung mit der außenliegenden Blindwelle ließ lediglich geringe Geschwindigkeiten zu.
Die Antriebsanlage bestand aus einem schnelllaufenden Sechszylinder-Viertakt-Dieselmotor, der seine Kraft an ein mechanisches Getriebe über eine Lamellenkupplung abgab. Der ursprüngliche Motor in der Bauform 2 mit 150 PS Leistung wurde später durch einen Motor der Bauform 4 mit 165 PS ersetzt.

## Einsatz

### Schleswiger Kreisbahn V 31
Die Lokomotive mit der Fabriknummer 15391 wurde 1936 bei KHD für die Deutsche Sprengchemie hergestellt. Die Lokomotive wurde in Moschwig eingesetzt. In den 1940er Jahren wurde sie mit Gasgenerator  betrieben. 1947 gelangte die Lokomotive wieder mit Dieselantrieb an eine Bergbaufirma in Gießen. Möglicherweise hat die Lok dabei den neuen Motor erhalten.
1950 kam die Lok als erste Diesellok zur Schleswiger Kreisbahn. Die Maschine, die den Spitznamen Hackepeter trug, war für Rangierarbeiten und Übergabefahrten im Bahnhof Schleswig eingesetzt. Bis 1957 legte sie rund 24.500 Kilometer zurück.
Durch die ständig wachsenden Anforderungen war die Maschine ab 1960 nicht mehr für ihre Aufgaben geeignet. Da größere Reparaturen anstanden, sollte die Lok veräußert oder ausgemustert werden. 1961 wurde sie verschrottet.